# Are You Ready (Billy Ocean)
Are You Ready is een nummer van Billy Ocean dat in 1979 uitgebracht werd door GTO Records. In Nederland stond het nummer in 1980 zeven weken in de hitlijsten.
Are You Ready is gebaseerd op het nummer Don't Stop 'til You Get Enough van Michael Jackson.
Het nummer werd in 1980 gecoverd door La Toya Jackson.